# Centro Lugano Sud
Das Centro Lugano Sud ist ein Einkaufszentrum in der Gemeinde Grancia im Kanton Tessin.

## Betreiber
Das Centro Lugano Sud wird von Wincasa betrieben.

## Erschliessung
Die Nahverkehrslinien 431 und 433 bedienen die Bushaltestelle Grancia, Centro Lugano Sud.
Rund einen Kilometer nördlich befindet sich der Autobahnanschluss «Lugano Sud» der A2.

## Eröffnung
Das Centro Lugano Sud wurde 1991 fertiggestellt.

## Zahlen
Das Einkaufszentrum umfasst eine Fläche von 40'591 m² und bietet rund 1000 Parkplätze. 50 Geschäfte befinden sich im Einkaufszentrum. 